# Breathe on Me
"Breathe On Me" é uma canção de Britney Spears, incluída em seu quarto álbum de estúdio, In The Zone. Esta é a única canção da cantora produzida por Mark "Metro" Taylor . A canção, cuja tradução literal é "Respire em Mim", retrata a respiração no ato sexual. A música é a 4ª faixa do In The Zone 

## Informações Sobre a Canção

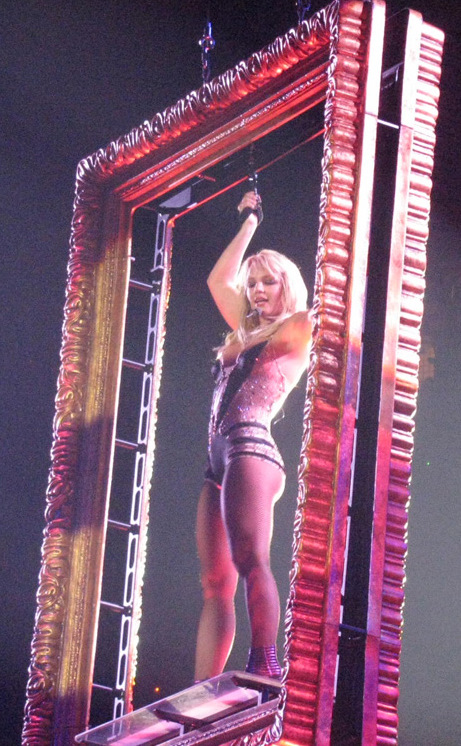
Britney Spears interpretando Breathe on Me no ano de 2009, em sua turnê The Circus Starring: Britney Spears.

"Breathe On Me" seria originalmente o quarto single do álbum In The Zone, mas foi substituído por "Outrageous", e, logo depois, foi confirmado novamente como o quinto single do mesmo álbum.
Durante as gravações de vídeo para o single "Outrageous", Spears sofreu uma lesão no joelho, causando a anulação de seus futuros singles da Era In The Zone, incluindo "Breathe On Me" e "(I Got That) Boom Boom".
Embora o videoclipe não tenha sido filmado, a ideia do mesmo foi utilizada na na turnê The Onyx Hotel Tour. Durante a performance da música, Britney utiliza um conjunto de roupa íntima rosa e em grande parte da coreografia, a cantora simula uma relação sexual com um dos seus dançarinos, chegando até à beijá-lo de língua. Os fãs pediram o lançamento deste single e de outros para In The Zone depois de "Outrageous", que foi lançado apenas nos Estados Unidos e Japão.
Britney performou a canção em alguns especiais em programas de TV, como a divulgação inicial da canção. Porém, "Breathe On Me" havia tido pouco desempenho nas estações de rádio, já que não pode ter um videoclipe para ajudar na divulgação. Logo depois de fraturar o joelho, não pode haver uma promoção para a canção, assim, o lançamento do single foi cancelado.
Depois de alguns anos, Britney voltou a performar com a música na série de shows promocionais The M+M's Tour e, na The Circus Starring: Britney Spears.

## Videoclipe
O videoclipe para a canção seria dirigido por Sanaa Hamri. Entretanto, devido ao acidente ocorrido nas gravações do videoclipe "Outrageous", Spears ainda estava no hospital, e as gravações de Breathe On Me foram canceladas.
Assim, 3 singles do álbum In The Zone, "Outrageous", "Breathe On Me" e "(I Got That) Boom Boom", ficaram sem os respectivos vídeos musicais. Logo, para divulgação da canção, foi utilizado a performance na The Onyx Hotel Tour, ao invés de um videoclipe.

## Versões
- Album Version — 03:43
- Instrumental — 03:43
- Karaoke - 03:43
- The Onyx Hotel Tour Version - 03:59
- The Circus Starring: Britney Spears Version - 02:29

### Remixes
| - AG Just The Remix - 03:20 - Brent's Trypsin Radio Edit - 03:30 - Bulltribal Version - 03:42 - Club Vox - 07:20 - Delibes & Luna Bianca Remix - 04:43 - Dub Mix - 10:11 - Enubus Radio Mix - 03:22 - Erotic Breathe Mix - 04:21 - Extended Mix - 04:51 - Jacques Lu Cont's Mix — 08:08 - Jacques Lu Cont's Extended Mix - 08:09 - Jacques Lu Cont's Thin White Duke Mix — 04:00 - Jacques Lu Cont's Thin White Duke Little Longer Mix - 04:22 - James Holden Club Mix - 07:14 | - James Holden Dub — 09:14 - James Holden Vocal Mix — 09:04 - Junior Vasquez World Mix - 09:27 - Junior Vasquez Remix — 10:45 - Junior Vasquez Remix Radio Edit - 03:59 - Junior's Underworld Radio Mix - 04:11 - Junior's Underworld Extended Mix - 08:24 - Kevin McGrath Remix - 06:18 - Onyx Liquid Club Mix - 03:59 - Skar Remix Edit - 03:47 - Touch Of My Hand Mix - 06:03 - White Label Club Mix — 07:14 - White Label Phatass Dub — 08:39 |

## Créditos
Composta por: S. Lee/S. Anderson/L. Greene

Produzida por: Mark Taylor

Gravada por: Pablo Munguia/Mark Taylor

Mixada por: Mark Taylor

Vocal principal: Britney Spears

Back-Vocais: Britney Spears/Lisa Greene

Teclados e programação por: Steve Anderson

## Ligações Externas
- Site oficial de Britney Spears BritneySpears.com